# دوایت شولتز
دوایت شولتز (انگلیسی: Dwight Schultz؛ زادهٔ ۲۴ نوامبر ۱۹۴۷) یک هنرپیشه اهل ایالات متحده آمریکا است.

## گزیده فیلمشناسی
از فیلم‌ها یا برنامه‌های تلویزیونی که وی در آن نقش داشته‌است می‌توان به آثار زیر اشاره کرد.
- فن (فیلم ۱۹۸۱) (۱۹۸۱)
- تنها در تاریکی (فیلم ۱۹۸۲) (۱۹۸۲)
- مرد چاق و پسر کوچک (۱۹۸۹)
- دما (۱۹۹۳)
- پیشتازان فضا: اولین برخورد (۱۹۹۶)
- تیم آ (۲۰۱۰)
- شاهزاده مونونوکه (۱۹۹۹)
- انیماتریکس (۲۰۰۳)
- ون هلسینگ: ماموریت لندن (۲۹۹۴)
- تکونکینکریت (۲۰۰۶)
- بتمن: زیر شنل قرمز (۲۰۱۰)
- پیشتازان فضا: نسل بعدی (۱۹۹۰–۹۴)
- دروازه ستارگان اس‌جی-۱ (۱۹۹۸)
- گربه‌سگ (۱۹۹۸–۲۰۰۱)
- مرد خانواده (۱۹۹۹–۲۰۰۰)
- راگرتز (۲۰۰۳)
- آواتار: آخرین بادافزار (۲۰۰۶)
- افرو سامورایی (۲۰۰۷)
- پاندای کونگ‌فوکار: افسانه‌های شگفت‌انگیز (۲۰۱۳)
- گردآوری انتقامجویان (مجموعه تلویزیونی) (۲۰۱۳–۱۴)
- تایتان‌های نوجوان به پیش (۲۰۱۵)